# Paterson River
Der Paterson River ist ein Fluss im Osten des australischen Bundesstaates New South Wales.

## Geographie
Er entspringt im Barrington-Tops-Nationalpark, fließt nach Süden und mündet zwischen Hinton und Mopeth in den Hunter River.
Zwischen Hinton und Duns Creek bildet er die Grenze zwischen den Local Government Areas Port Stephens Council und Maitland City.
Der Fluss windet sich durch fruchtbares Bauernland im Paterson Valley. Der Lake Lostock entstand 48 km unterhalb der Quelle im Jahre 1971. Das New South Wales Department of Water Resources ließ ihn zur Landbewässerung in den Barrington Tops bauen.

### Nebenflüsse (mit Mündungshöhe)
Er hat folgende Nebenflüsse:
- Boonabilla Creek – 278 m
- Sheepstation Creek – 189 m
- Horse Creek – 99 m
- Fenwicks Creek – 75 m
- Allyn River – 15 m
- Dunns Creek – 7 m

### Siedlungen
Der Paterson River fließt durch die Städte Gresford, Vacy, Paterson, Woodville und Hinton.

## Name
Colonel William Paterson vermass die Gegend entlang des Flusses 1801. Später benannte Gouverneur King den Fluss zu seinen Ehren.